# 臼井甕男
臼井甕男（1865年8月15日—1926年3月9日）為靈氣療法（一種替代療法）的創始祖。根據他的碑文所述，臼井終其一生授予了兩千多人靈氣。其中有16名學生持續精進並達到神秘傳（日语：神秘伝，Shinpiden）的境界，等同於西方靈氣三級或大師級的水準。臼井因中風猝死於1926年3月9日。

## 生平
1865年八月15日，臼井誕生於日本岐阜縣山方郡的谷合村（現名為美山町），位處名古屋附近。
謠傳他是在芝加哥大學的神學院獲得神學博士學位（未經證實）。

## 註記
1. ↑  Lübeck、Petter及Rand (2001)。第14章，頁108-110；Ellyard (2004)。頁79；McKenzie (1998)。頁19、42及52；Lübeck (1996)。頁22；Boräng (1997)。頁57；Veltheim及Veltheim (1995)。頁72
2. ↑  臼井教過的人數：(Lübeck、Petter及Rand (2001)。頁16)
3. ↑  Rand, William L. . USA，密西根: 遠見出版社（Vision Publications）. 2005: I-13. ISBN 1-886785-03-1.
4. ↑  Arnold, Larry E.; Nevius, Sandra.  2nd. 賓州哈里斯堡: PSI出版社. 1985 [1982].

## 外部連結
- 棄緣得止靈氣研習中心 （页面存档备份，存于）
- AKASH阿喀許多元靜心中心 （页面存档备份，存于）
- 今日靈氣研究會 （页面存档备份，存于）
- 臺灣靈氣文化研究協會 （页面存档备份，存于）